# TON 951
 (janvier 2024).
Améliorez-le ou discutez des points à vérifier. 
PG 0844+349 plus connu sous le nom de TON 951 est une galaxie spirale de type Seyfert 1, cette galaxie s'organise sous la forme d'une spirale, elle est aussi dotée d'un anneau galactique. TON 951 se situe dans la constellation du Lynx à plus de 881 millions années-lumière contenant un quasar très actif.

## Découverte
PG 0844+349 a été découvert en 2009 par l'instrument SWIFT en 2000, le SWIFT l'a découverte lors d'une étude des galaxies actives et quasars dans le domaine des ondes radio.
Il sera réétudié par l'équipe de L. C. Gallo, D. Grupe, N. Schartel, S. Komossa, G. Miniutti, A. C. Fabian, M. Santos-Lleo, Saint Mary's Univ. avec le radiotélescope XMM-Newton.

## Histoire
Parce que les quasars n'ont été reconnus qu'en 1963, la nature de cet objet était inconnue quand il a été observé pour la première fois, lors d'un recensement du bleu pâle émis par certaines étoiles (principalement des naines blanches) qui se situent à l'écart du plan de la Voie lactée. Sur des plaques photographiques prises avec l'objectif de 0,7 mètre du télescope Schmidt à l'observatoire de Tonantzintla, au Mexique. il sera classé numéro 951 du catalogue de Tonantzintla.
- (Même cas que TON 618)

## Caractéristiques
PG 0844+349 a d'abord été observé dans le domaine des rayons X par l'instrument SWIFT pour découvrir un immense jet de matière pris au début comme un bras galactique.
Depuis l'étude de l'instrument SWIFT le jet de matière a pu être mis en évidence, le SWIFT a relevé une intense activité visible dans le domaine des rayons X (2-10 keV), ondes radio, infrarouge, ultraviolet et gamma.

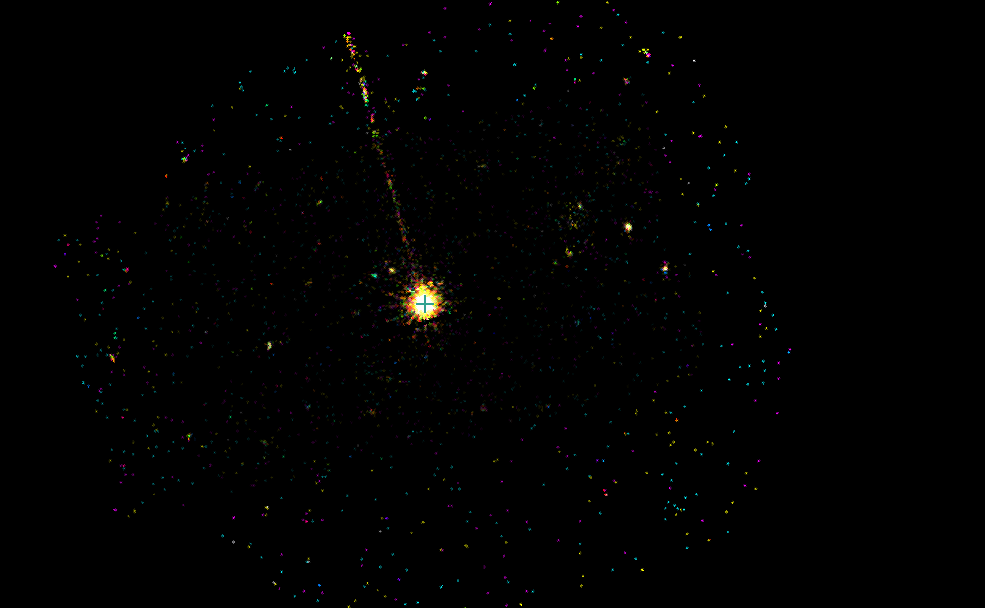
Le jet de PG 0844+349 photographié par le XMM-Newton dans le domaine des rayons X

Lors de la ré-étude par le XMM-Newton pour trouver une irrégularité dans le rayonnement X et visible de PG 0844+349 (environ 25%), selon l'équipe travaillant avec le XMM-Newton cette irrégularité serait due au fait que le quasar central de PG 0844+349 tourne vite sur lui-même, entrainant son disque d'accrétion dans son ergosphère.
La masse estimée du trou noir central de PG 0844+349 serait de 21 380 000 masses solaires,,,,,.